# Hanamkonda

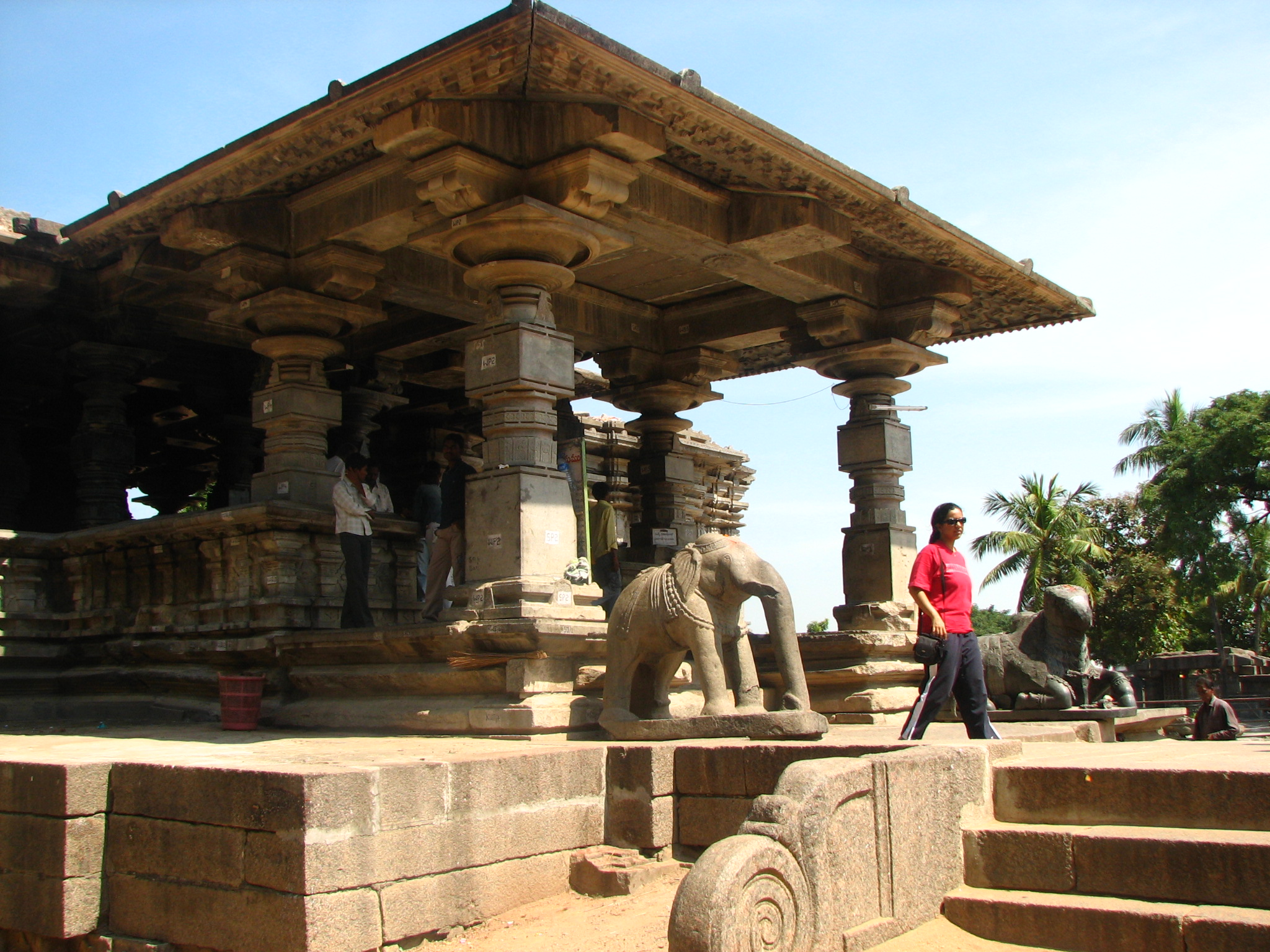
temple dels mil pilars

Hanamkonda o Hanumakonda (telugu హనుమకొండ) és una ciutat del districte de Warangal a l'estat d'Andhra Pradesh, Índia. Hanumakonda forma part de la corporació municipal de Warangal (formada per Warangal, Hanumakonda i Kazipet, coneguda localment com a "Triciutats"). La seva població el 2001 era de 87.503 habitants (el 1901 eren 10.487 habitants).
La tradició diu que era la capital regional abans de Warangal i la crònica telugu Pratap Charitra diu que la dinastia Chalukya regnava a la zona amb seu a Nander o Nandagiri i a la mort del raja, el regne es va dividir entre els seus dos fills, un que va regnar a Hanamkonda i un altre a Kandahar (al Dècan, sense relació amb la Kandahar de l'Afganistan); el raja d'aquest darrer estat, Somadeo, fou assassinat per Ballahundu, raja de Cuttack, i la vídua Siriyal Devi va fugir a Hanamkonda on va néixer un fill pòstum de nom Madhava Varma, que després va pujar al tron com a fundador de la dinastia kakatya; aquestos fets se situen a la crònica el 314 però els kakatyes no són esmentats a la història abans de la meitat del segle xii.
A Hanamkonda hi ha algun edificis importants, destacant el temple del mil pilars construït el 1162 en estil arquitectònic chalukya, format per tres espaioses sales separades amb un pòrtic aguantat per uns 300 pilars enfront del qual hi ha un mandapa aguantat per 200 pilars tres dels quals porten inscripcions en antic telugu i sànscrit. Al costat del temple una font molt bonica. A l'entorn d'Hanamkonda hi ha diverses figures jainistes tallades a la roca prop de les ruïnes de la vila d'Hanmantgiri. També hi ha dues cisternes, una a cada costat de la ciutat.